# Василюк, Ирина Васильевна
Ирина Васильевна Василюк (18 мая 1985) — украинская футболистка, защитница. Выступала за сборную Украины.

## Биография
В детстве жила в Луцке, футболом заниматься начала в юношеском возрасте после переезда в Киев. Первый тренер — Гусар Владимир Маркович. В начале карьеры выступала за украинские клубы «Киевская Русь» (Киев), «Металлист» (Харьков), «Ильичёвка» (Мариуполь), а также за российский клуб «Энергия» (Воронеж). В соствае «Металлиста» принимала участие в матчах европейских кубковых турниров.
В 2009—2012 годах играла в Польше за «Медик» (Конин). В 2012 году перешла в российскую «Мордовочку», где за три сезона сыграла 42 матча и забила 3 гола в высшей лиге России. В 2015 году выступала за российский клуб «Рязань-ВДВ», провела 20 матчей.
С 2016 года играет за харьковский «Жилстрой-2». Чемпионка Украины 2016 и 2017 года, вице-чемпионка сезона 2017/18.
В национальной сборной Украины дебютировала 28 апреля 2004 года в матче против Германии (0:6), отыграв последние 20 минут матча. В 2009 году принимала участие в чемпионате Европы, на котором сборная Украины не вышла из группы. В 2018 году завершила международную карьеру. Всего в составе сборной сыграла 63 матча, в том числе в чемпионатах мира и Европы, с учётом отборочных игр — 43 матча без забитых голов.